# Ерік Меєр (футболіст)
Ерік Меєр (нід. Erik Meijer) — колишній нідерландський футболіст, тренер і нинішній футбольний експерт «Sky».

## Життєпис
Ерік Меєр розпочав свою кар'єру у своєму рідному місті у складі СК «Мерссен». У 16 років він перейшов до клубу «Маастрихт», а через рік приєднався до «Фортуни» (Сіттард). Крім футболу він закінчив навчання м'ясника, оскільки його батько був власником м'ясної крамниці.
У 1989 році він переїхав до Бельгії в «Антверпен», але незабаром повернувся до Нідерландів, де знову грав за «Фортуну» (Сіттард), «Маастрихт» і «ПСВ» (Ейндговен).
У 1995 році Меєр переїхав до Німеччини в «Юрдінген 05», де він був одним із небагатьох яскравих гравців у досить пересічній команді. Пізніше його придбав «Баєр 04». Там він був у парі з Ульфом Кірстеном, де вдвох сформували один із найсильніших ударних дуетів Бундесліги.